# ナオキ
ナオキ（欧字名:Naoki、1969年4月25日 - 1990年5月5日）は、日本の競走馬、種牡馬。
1975年の宝塚記念優勝。その他、鳴尾記念と金杯（西）をレコードタイムで優勝、中京記念2勝など。中京競馬場では7戦6勝の成績を残した。
母のエイトクラウンに続き、宝塚記念母子制覇を果たした。。4歳年下の半弟に天皇賞2着2回のクラウンピラード（父:ダイハード）がいる。

## 生涯

### デビューまで
阪神3歳ステークスと宝塚記念を制したエイトクラウンは、6歳まで走り、北海道三石町の大塚牧場で繁殖牝馬となった。初仔は、双子のため流産。翌年はサウンドトラックが種付けされ、1969年4月25日、2番仔となる栗毛の牡馬（後のナオキ）が誕生した。生産した大塚牧場の大塚慎太郎は、当歳の歩様を「アフリカのチーターのようにしなやかな仔馬」と評し、胴が長く後肢が発達していた。
愛知トヨタ自動車会長だった山口昇が、息子の山口直樹から「ナオキ」と命名され、栗東トレーニングセンターの田中康三厩舎に入厩した。

### 競走馬時代

#### 3歳 - 4歳（1971 - 72年）
1971年8月28日、函館競馬場の新馬戦に佐々木昭次が騎乗してデビューし、10頭立てのブービー賞9着に敗れた。続く阪神競馬場の未勝利戦でも5着に敗れた後、管骨にヒビが入り11か月の休養を強いられた。1972年8月、小倉競馬場の未勝利戦で復帰。初戦こそ3着に敗れたが、2戦目の未勝利戦で初勝利を挙げ、京都競馬場の200万円以下で初めてダート戦に参戦し連勝。その後芝に戻り、桂川特別3着以降、中京競馬場の条件戦を再び連勝とした。

#### 5歳 - 6歳（1973 - 74年）
5歳となり、中京競馬場のオープン競走、7頭立てブービー6番人気で出走し、レコードを更新し3連勝となった。3月4日、重賞初挑戦となる中京記念に6番人気で出走。大外枠での発走から、ハナを奪い逃げると、追い込むシングンと4分の3馬身差で先頭で駆け抜けて重賞初勝利、4連勝となった。続いて、天皇賞（春）に目標を据えて、鳴尾記念に出走。2番手から進んだが、シンザンミサキがレコードを更新するタイムで走り、その2着に敗れた。天皇賞（春）では、タイテエムが優勝し、再びシンザンミサキに先着され4着に敗退した。阪神のオープン競走に、マイルの距離を逃げ切り、レコードで制したのち、宝塚記念に挑戦するも、ハイペースで逃げるハマノパレードと、タイテエムの争いに半馬身遅れて3着に敗れた。
夏休みを挟んで、10月のオープンで復帰。2戦目のオープン競走では逃げ切り勝利し、11月25日の天皇賞（秋）に参戦した。前走でオールカマー勝利のタニノチカラ、目黒記念（秋）3着のハクホオショウに次ぐ3番人気の評価だった。2番手から抜け出しを図ったが、直線で全く伸びず6着に敗れた。その後、有馬記念に出走するも6着に敗退した。6歳となり、金杯（西）では1番人気に推され、好位から抜け出して3馬身差の勝利し、重賞2勝目となった。しかし、骨折した部分の前脚に違和感が生じ、骨膜炎の診断を受け、再び戦線を離脱。秋に復帰し、天皇賞（秋）に出走するも15着に敗退した。
天皇賞（秋）から約2か月の休養を経て、2月8日、中京競馬場のオープンで復帰し、後方待機から差し切り勝利。続く中京記念でもハイペースを自ら演出する逃げを見せて、追い込むハシストームをアタマ差退け中京記念2勝目を挙げた。再び、天皇賞（春）を目標に据えて、叩き台として鳴尾記念に出走、負担重量59.5kgのトップハンデが課される中、2番人気に推された。中位を進み、直線コースで前を行く1番人気のクリオンワードを捕らえ、追い上げるメジロジゾウに半馬身で4勝目を挙げた。レコードタイムでの優勝で、1966年に制した母エイトクラウンに続いて母仔制覇となった。目標であった天皇賞（春）、キタノカチドキが単勝支持率50パーセントの人気を集める中、6番人気で出走した。先頭でレースを引っ張ったが、直線では余力なく8着に敗れた。佐々木は折り合いをつけることができなかったと回顧した。
1か月後の宝塚記念は、ニホンピロセダンに次ぐ2番人気で出走した。序盤からハナを奪って逃げ、スローペースを刻み、後方待機から追い込みを得意とするニホンピロセダンが第3コーナーで2番手まで位置を上げていた。ニホンピロセダンが迫るとナオキは加速し、失速したニホンピロセダンをかわしたモア―キャッスルなどを退けて、2馬身半離して勝利した。鳴尾記念と同様に、宝塚記念母仔制覇を果たした。その後、高松宮杯で4着と中京競馬場で初めて敗れ、1番人気に推された京都記念では11着に終わった。
5回目の天皇賞挑戦となった天皇賞（秋）で7着に敗退後、左後肢の第一趾骨を骨折が判明し、引退した。

### 種牡馬時代
競走馬引退後、生まれ故郷の大塚牧場にてシンジケートを結成して種牡馬となった。1983年までに338頭と交配し、200頭の産駒がデビューしたが成績が悪く、1983年にシンジケートを解散。秋に、宮城県加美郡小野田町の薬莱軽種トレーニングセンターに移り、少ない頭数ながらも種牡馬として供用された。
1990年5月5日午後3時頃、しばらくぶりの種付けで牝馬に乗りかかろうとした際に、痙攣して転倒しほどなく死亡、22歳であった。

## 種牡馬成績

### 主な産駒
- チェリーテスコ（カブトヤマ記念）
- タニノケンリユウ（報知グランプリカップ）

#### ブルードメアサイアーとしての主な産駒
- サウンドバリヤー[注釈 3]（愛知杯）

## 血統表
| ナオキの血統（オーム系（ザボス系） / Solario 4x5x5）    | ナオキの血統（オーム系（ザボス系） / Solario 4x5x5） | ナオキの血統（オーム系（ザボス系） / Solario 4x5x5） | （血統表の出典）     | （血統表の出典） |
| 父 *サウンドトラック Sound Track 1957 栗毛 アイルランド | 父の父Whistler 1950 栗毛                             | Panorama 1936                                        | Sir Cosmo            | Sir Cosmo        |
| 父 *サウンドトラック Sound Track 1957 栗毛 アイルランド | 父の父Whistler 1950 栗毛                             | Panorama 1936                                        | Happy Climax         |                  |
| 父 *サウンドトラック Sound Track 1957 栗毛 アイルランド | 父の父Whistler 1950 栗毛                             | Farthing Damages 1939                                | Fair Trial           | Fair Trial       |
| 父 *サウンドトラック Sound Track 1957 栗毛 アイルランド | 父の父Whistler 1950 栗毛                             | Farthing Damages 1939                                | Futility             |                  |
| 父 *サウンドトラック Sound Track 1957 栗毛 アイルランド | 父の母Bridle Way 1952 黒鹿毛                         | Mustang 1947                                         | Mieuxce              | Mieuxce          |
| 父 *サウンドトラック Sound Track 1957 栗毛 アイルランド | 父の母Bridle Way 1952 黒鹿毛                         | Mustang 1947                                         | Buzz Fuzz            |                  |
| 父 *サウンドトラック Sound Track 1957 栗毛 アイルランド | 父の母Bridle Way 1952 黒鹿毛                         | Straight Path 1947                                   | Straight Deal        | Straight Deal    |
| 父 *サウンドトラック Sound Track 1957 栗毛 アイルランド | 父の母Bridle Way 1952 黒鹿毛                         | Straight Path 1947                                   | Double Rose          |                  |
| 母 エイトクラウン 1962 鹿毛 北海道三石                  | 母の父*ヒンドスタン Hindostan 1946 黒鹿毛 イギリス   | Bois Roussel 1935                                    | Vatout               | Vatout           |
| 母 エイトクラウン 1962 鹿毛 北海道三石                  | 母の父*ヒンドスタン Hindostan 1946 黒鹿毛 イギリス   | Bois Roussel 1935                                    | Plucky Liege         |                  |
| 母 エイトクラウン 1962 鹿毛 北海道三石                  | 母の父*ヒンドスタン Hindostan 1946 黒鹿毛 イギリス   | Sonibai 1939                                         | Solario              | Solario          |
| 母 エイトクラウン 1962 鹿毛 北海道三石                  | 母の父*ヒンドスタン Hindostan 1946 黒鹿毛 イギリス   | Sonibai 1939                                         | Udanipur             |                  |
| 母 エイトクラウン 1962 鹿毛 北海道三石                  | 母の母*アルペンローザ Alpenrosa 1951 黒鹿毛          | Chamossaire 1942                                     | Precipitation        | Precipitation    |
| 母 エイトクラウン 1962 鹿毛 北海道三石                  | 母の母*アルペンローザ Alpenrosa 1951 黒鹿毛          | Chamossaire 1942                                     | Snowberry            |                  |
| 母 エイトクラウン 1962 鹿毛 北海道三石                  | 母の母*アルペンローザ Alpenrosa 1951 黒鹿毛          | Stargrass 1942                                       | Noble Star           | Noble Star       |
| 母 エイトクラウン 1962 鹿毛 北海道三石                  | 母の母*アルペンローザ Alpenrosa 1951 黒鹿毛          | Stargrass 1942                                       | Grass Widow F-No.2-f |                  |